# Kürsingersteig

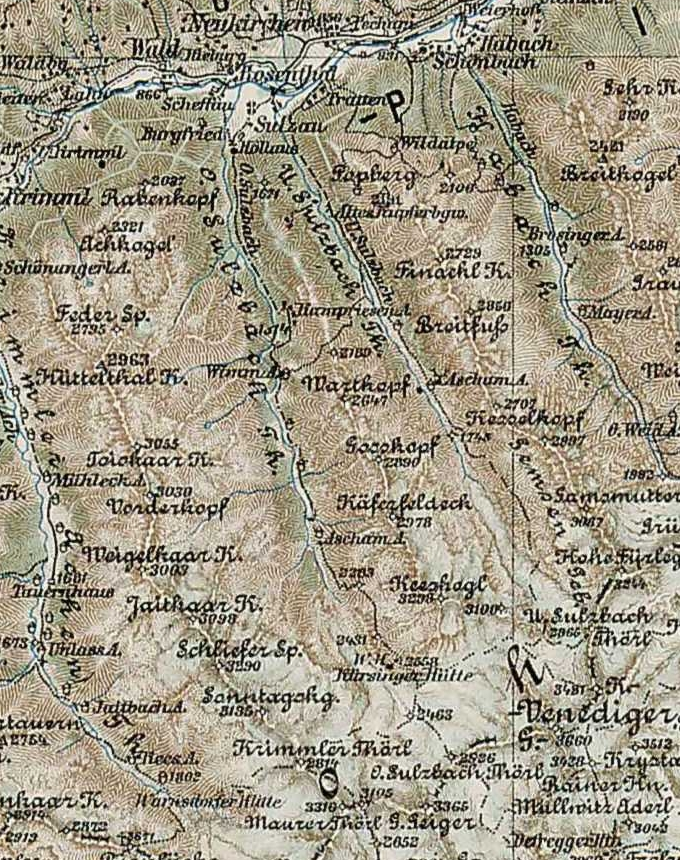
O(beres) und U(nteres) Sulzbach Th(al). Franzisco-Josephinische Landesaufnahme, Blatt 30–47 Bruneck, um 1870/80

Der Kürsingersteig ist ein Klettersteig im Land Salzburg (Gemeinde Neukirchen am Großvenediger, Region Oberpinzgau). Er führt als direkter Verbindungssteig vom Sulzsee zur Kürsingerhütte. Für den gut gesicherten Steig sollte man schwindelfrei und trittsicher ein.

## Schließung und neue Planung
Bis zum Jahr 2001 existierte an ähnlicher Stelle ein Steig, der aufgrund des Klimawandels immer unsicherer geworden war und nach einem Felssturz, durch den drei Wanderer ums Leben kamen, gesperrt werden musste. Zuvor waren die Markierungen schon entfernt worden, jedoch war der Steig noch auf alten Karten vorhanden. Die Neuplanung und Arbeit am neuen Klettersteig, der 2009 eröffnet wurde, dauerte über ein Jahr.

## Beschreibung
Bevor man zum Steig kommt, folgt man dem örtlichen Gletscherlehrpfad; der Einstieg selbst ist beim Sulzsee (⊙). Der Weg führt in steilem Winkel über Felsriegel zur Kürsingerhütte (⊙). Weit über 100 stählerne Trittbügel und ein dickes Stahlseil entschärfen an heiklen Passagen den luftigen Weg.